# أنغوليم
أنقلازمة أو أنقلامة أو أنغوليم (بالفرنسية:  تُنطق [اسمع في هذا المتصفح]Angoulême)‏ هي مدينة تقع في الجزء الجنوبي الغربي من فرنسا في منطقة بواتو شارنت. وهي ثالث أكبر مدينة فيها مع 42,014 نسمة وفق تعداد 2012 بعد بواتييه عاصمة المنطقة ولا روشيل. أنغوليم هي مركز إقليم شارنت والمدينة الكبرى فيه وتطل على نهر شارنت.

## جغرافيا
تقع مدينة أنغوليم في وسط الإقليم على هضبة تطل على ثنية نهر شارنت. عدد سكانها أقل من 50،000 نسمة، ولكنها في وسط منطقة حضرية تجمع ما يقرب من 110,000 نسمة. تقع على بعد 435 كم جنوب باريس و110 كم جنوب بواتييه وجنوب شرق نيور و120 كم جنوب شرق لا روشيل و110 كم شمال شرق بوردو و100 كم غرب ليموج.

## تاريخ
في العصور القديمة المتأخرة كانت أنغوليم بلدية صغيرة كان سكانها يتاجرون في نهر شارنت و عرفت فترة مزدهرة في نهاية الإمبراطورية الرومانية وتم إقامة شبكة من الطرق الرومانية تربطها بالمدن المحيطة بها مثل بوردو وسانتس وبواتييه وليموج وبيريغو. في ذلك الوقت بنيت قلعة على نتوء صخري كان يوفر موقعا استراتيجيا على النهر وتم الإبقاء على أسوار العصور القديمة المتأخرة حتى القرن الثالث عشر الميلادي.
في وقت الغزوات الجرمانية، احتل شعب قوط غربيون كل من جنوب غرب فرنسا بما فيه أنغوليم وبعد انتصار كلوفيس الأول ملك للفرنكيين عليهم عام 507 انضمت المدينة إلى المملكة الفرنكية. وفي منتصف القرن التاسع غزا المدينة الفايكنغ القادمين من النهر ونهبوها. في بداية القرن الثاني عشر تم بناء الكاتدرائية الحالية.

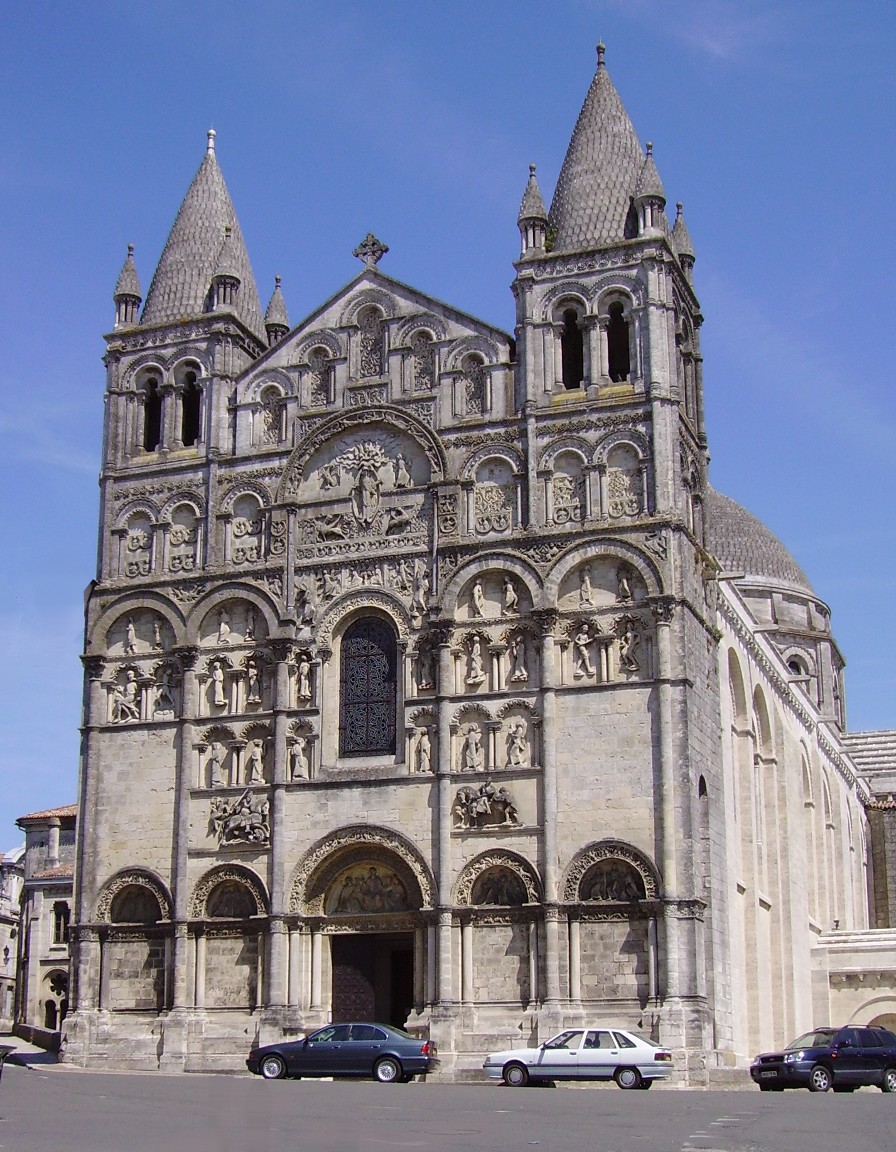
كاتدرائية القديس بيير

وبزواج إليانور آكيتيان (1122 – 1204) وريثة دوق آكيتانيا من لويس السابع ملك فرنسا في عام 1137 خضعت أنغوليم لحكم فرنسا ولكن بعد إلغاء هذا الزواج وزواجها اللاحق من هنري الثاني ملك إنجلترا في عام 1154 خضعت أنغوليم لحكم إنجلترا. في عام 1200 تزوج ابن إليانور جون ملك إنجلترا من إيزابيل وريثة كونت أنغوليم والتي كانت قد خُطِبت لنبيل تابع لجون من عائلة لوزينيان. نتيجة لذلك غضب لوزينان وتحالف مع ملك فرنسا. في عام 1204 وقّع جون ميثاقا أضفى الطابع الرسمي على أنشاء بلدية أنغوليم لضمن ولائها لحكمه ولكن هُزم جون وخسر سلطانه على العديد من أراضيه لصالح ملك فرنسا ومنها أنغوليم. ولد نتيجة لزواج جون من إزابيل خمسة أولاد الأكبر منهم أصبح هنري الثالث ملك إنجلترا بعد وفاة جون في عام 1217. وتزوجت أرملته بلوزينيان وحاولا إبقاء أراضيهما مستقلة ولكن هزمهما ملك فرنسا في عام 1242.
في بداية القرن الرابع عشر، بعد وفاة آخر كونت أنغوليم من عائلة لوزنيان أصبحت أنغوليم مع كل أراضيه ملكا لملك فرنسا بشكل دائم إلا في وقت حرب المئة عام عندما خضعت أنغوليم لحكم ملك إنجلترا مؤقتاً من 1360 إلى 1372.
في القرن السادس عشر الميلادي ومع تطوير الإصلاح البروتستانتي لاجئ جان كالفن إلى ضواحي أنغوليم و أصبحت أنغوليم مدينة بروتستانتية وكاثوليكية بالتناوب خلال حروب فرنسا الدينية. في نفس الوقت تطور صناعة الورق باستخدام الطواحين العديدة الموجودة على نهر شارنت في محيط أنغوليم. وصُدّر هذا الإنتاج إلى إنجلترا و هولندا عبر النهر. عانى القطاع بسبب اضطهاد البروتستانت الذين كانوا يعملون في هذه الصناعة والتجارة. السكك الحديدية التي وصلت إلى أنغوليم في عام 1850 حلت محل النهر كطريق تجاري وشجعت النشاط الصناعي. مع الأزمة الاقتصادية في نهاية القرن العشرين أُغلق أكثر من نصف المصانع. في نفس الوقت بدأ المهرجان الدولي للقصص المصورة.

## شخصيات
- مارغريت دي أنغلوم (1492 - 1549)، قرينة الملك هنري الثاني ملك نافار، وأخت الملك فرانسوا الأول ملك فرنسا.
- شارل أوغستان دي كولوم (1736- 1806) هو فيزيائي فرنسي

مظهر أنغوليم

## مدن توأم
- غيلينجيك – روسيا
- هيلدسهايم – ألمانيا

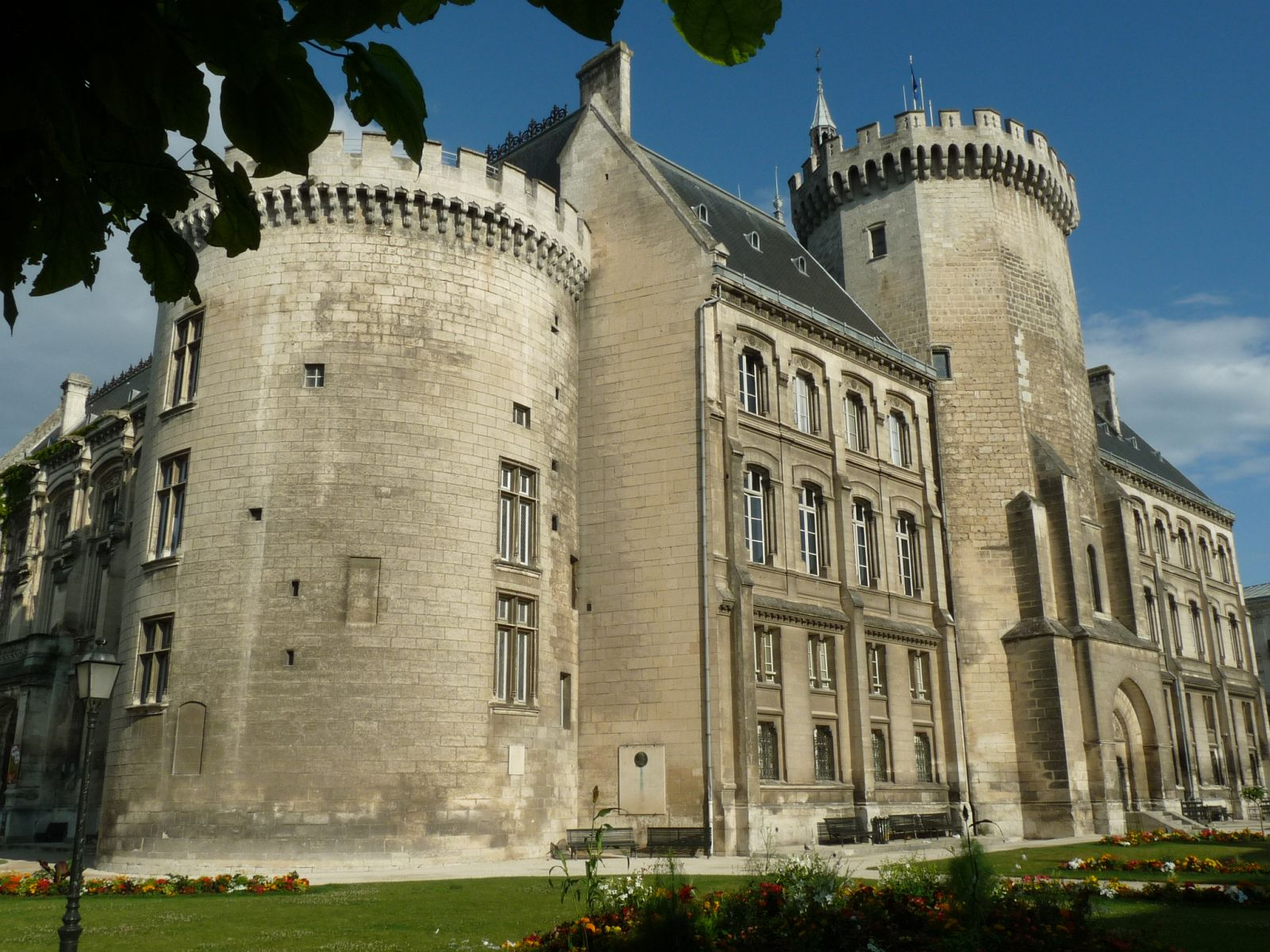
مبنى البلدية

- هوفمان استيتس (إلينوي) – الولايات المتحدة
- سيغو – مالي
- فيتوريا-غاستايز - إسبانيا

## معرض صور

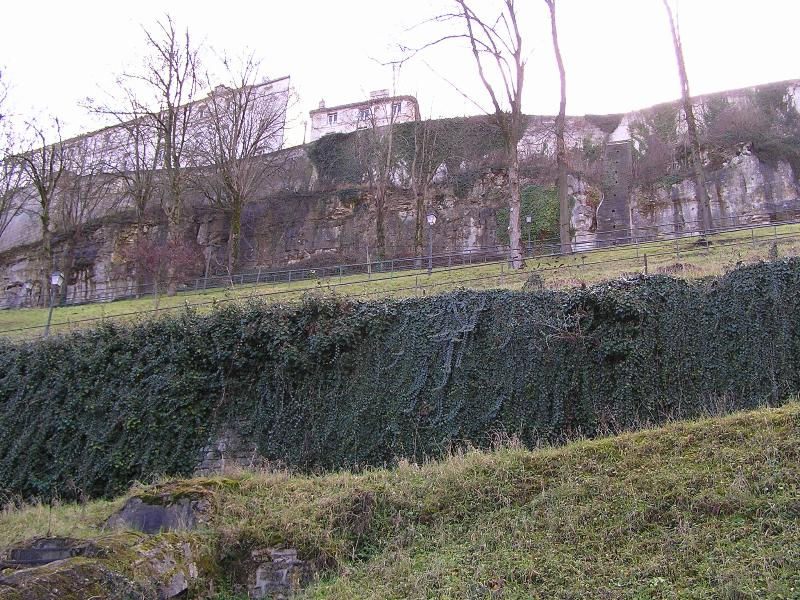
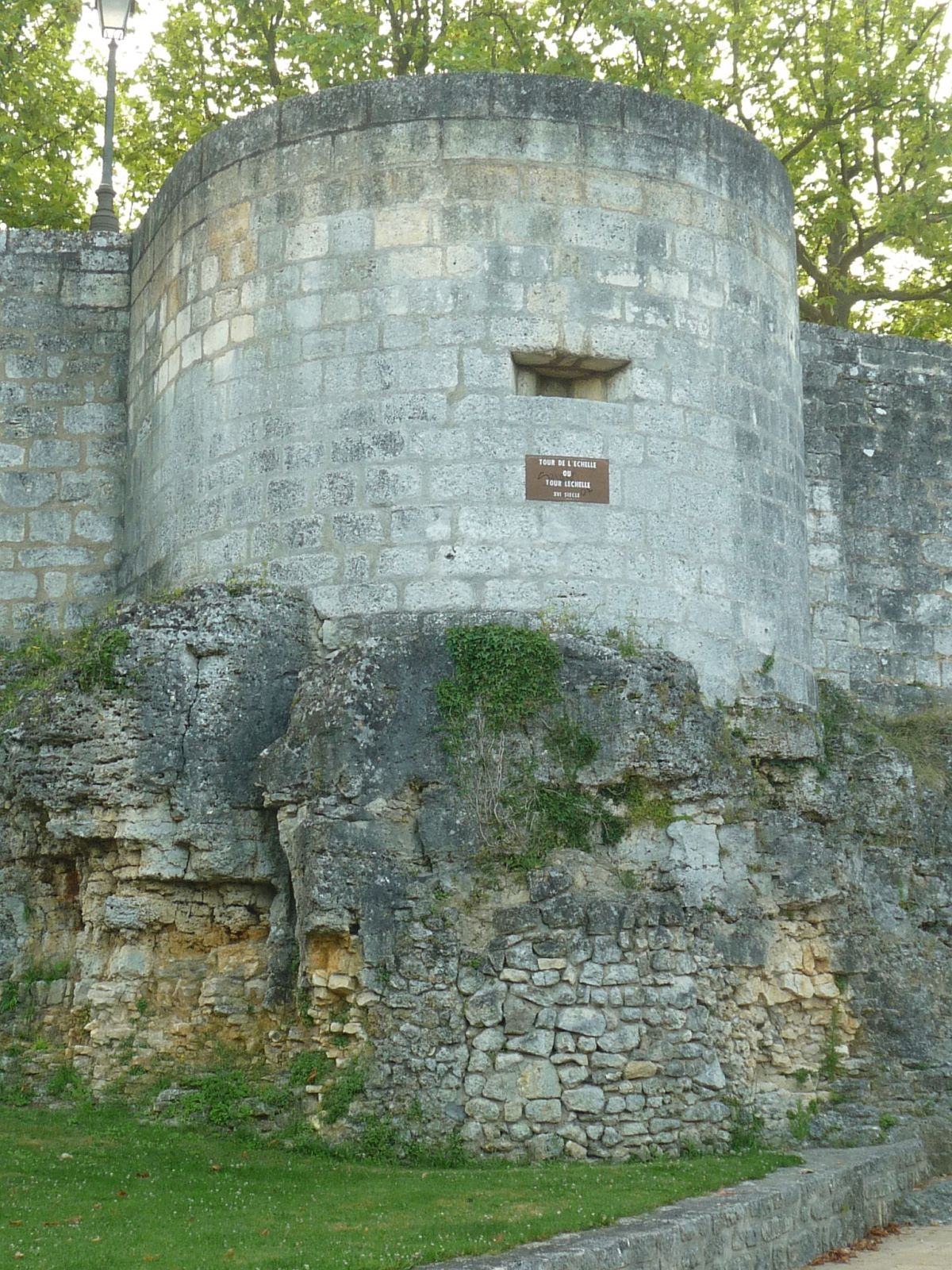
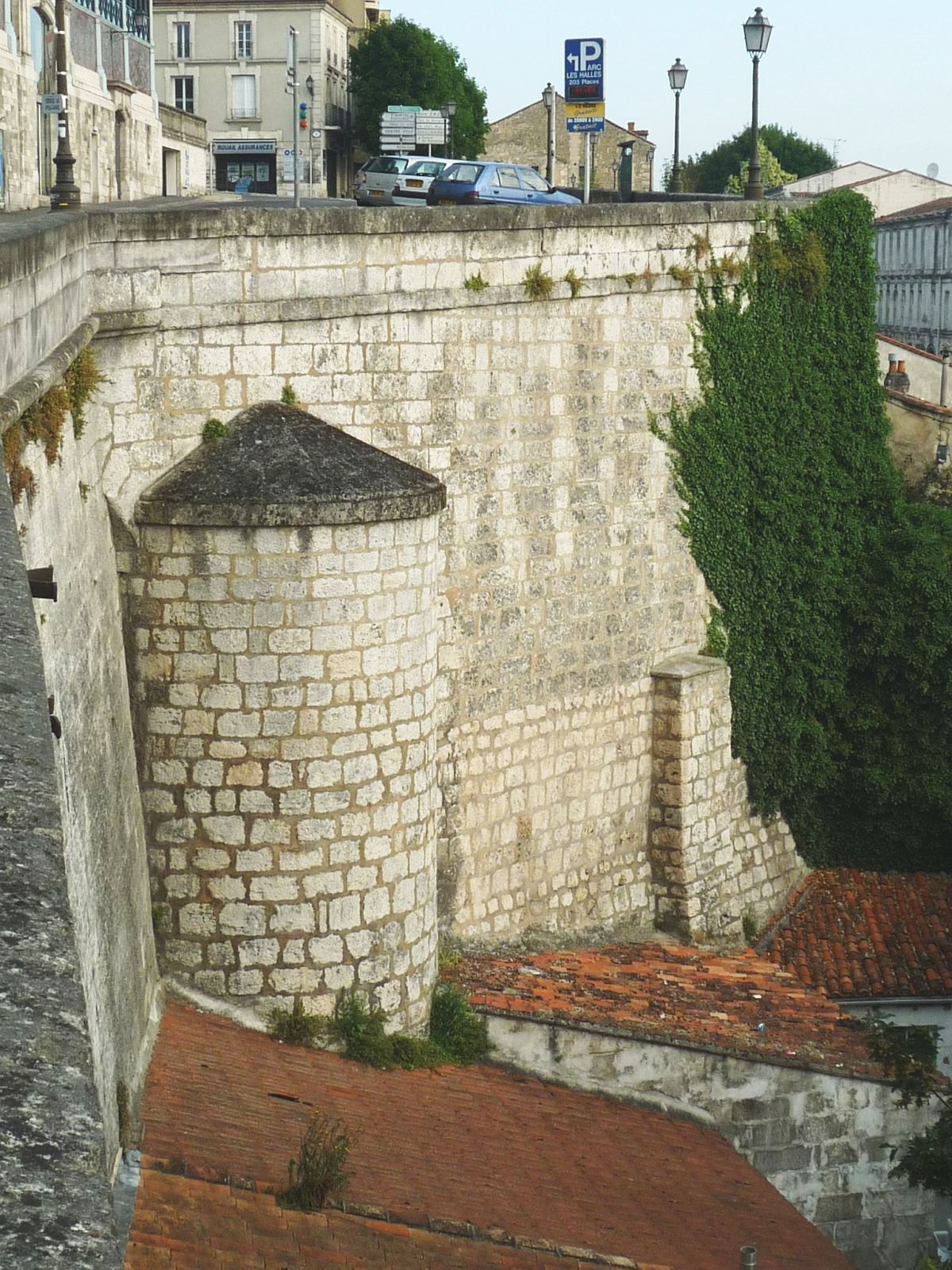
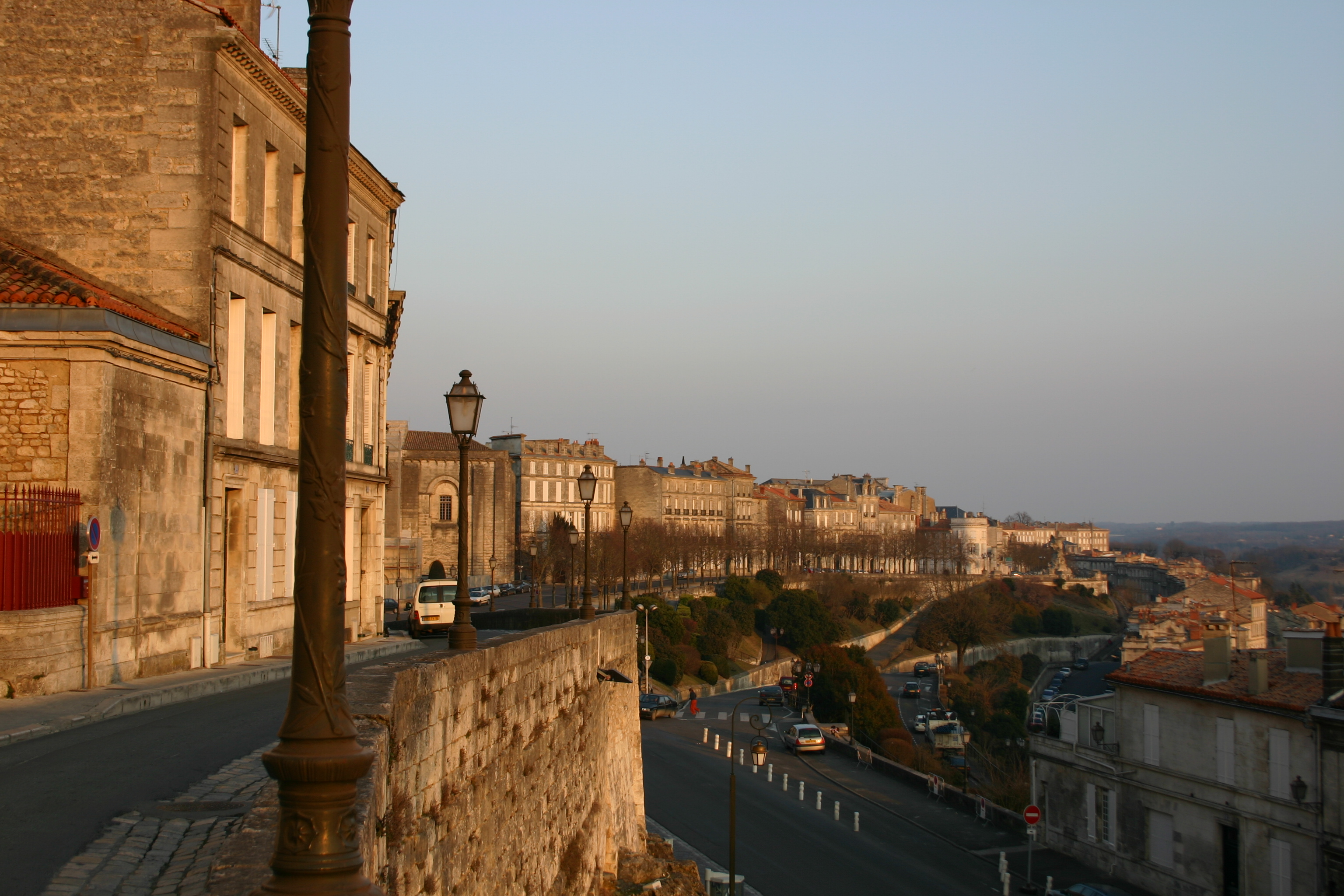